# Okervleknachtzwaluw
De okervleknachtzwaluw (Caprimulgus stellatus) is een vogel uit de familie van de nachtzwaluwen (Caprimulgidae).

## Beschrijving
De okervleknachtzwaluw is 23 cm lang. Het is een nachtzwaluw met een relatief grote kop, overwegend grijs tot grijsbruin gekleurd en op de kruin en de schouder stervormige okerkleurige vlekken.

## Verspreiding en leefgebied
De broedgebieden van de okervleknachtzwaluw liggen in Ethiopië, Kenia en Zuid-Soedan. Het is een vogel van droge gebieden met struikgewas (scrubland).

## Status
De okervleknachtzwaluw heeft een groot verspreidingsgebied en daardoor is de kans op uitsterven gering. De grootte van de populatie is niet gekwantificeerd, maar de vogel is plaatselijk algemeen en soms zeer algemeen. Er is geen aanleiding te veronderstellen dat de soort in aantal achteruit gaat. Om deze redenen staat deze nachtzwaluw als niet bedreigd op de Rode Lijst van de IUCN.